# Còrtex auditiu

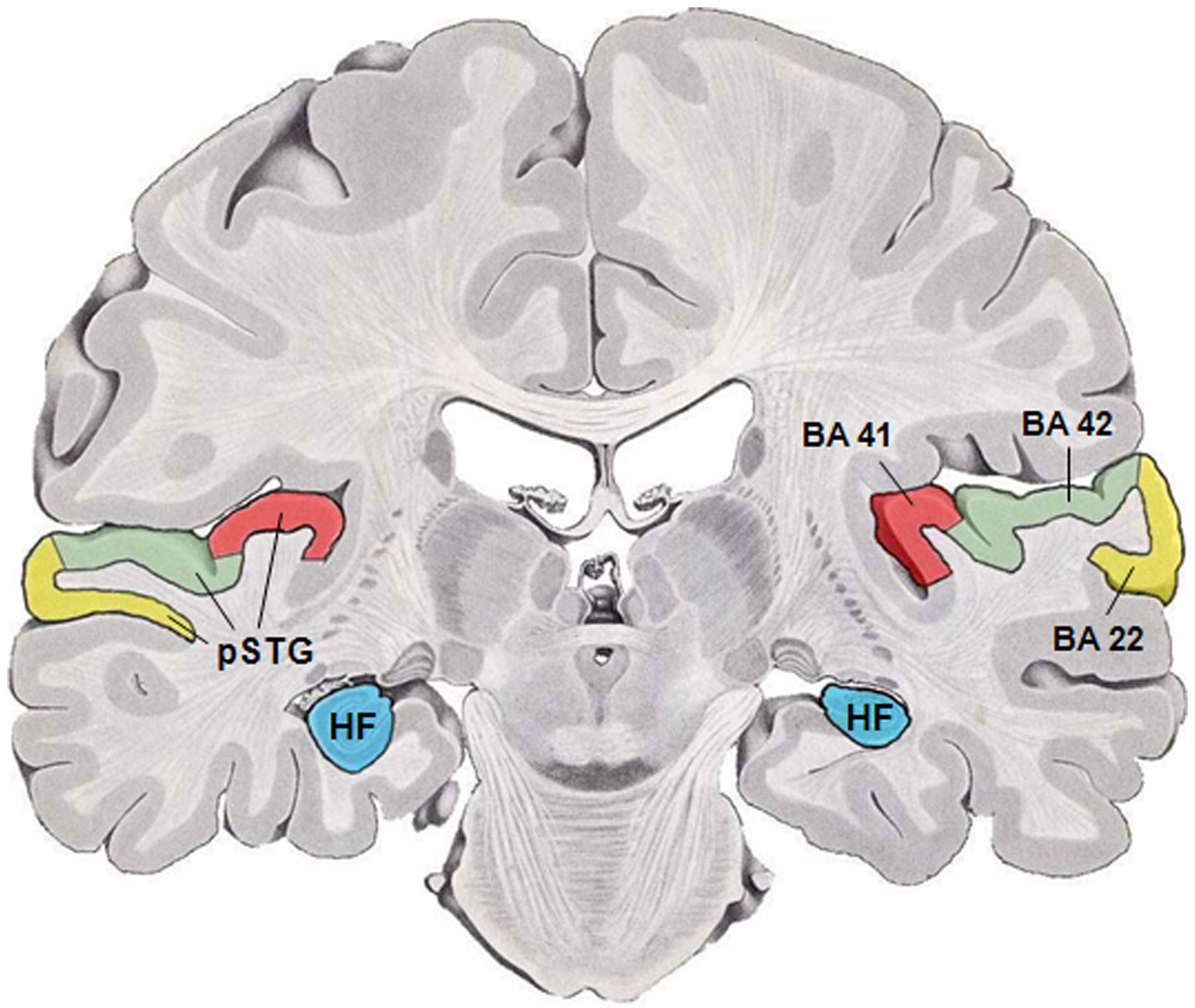
Secció coronal d'un cervell humà. La BA41 (vermell) i la BA42 (verd) són l'escorça auditiva. La BA22 (groc) és àrea de Brodmann 22, l'HF (blau) és formació de l'hipocamp i la pSTG és la part posterior de la circumvolució temporal superior.

El còrtex auditiu o escorça auditiva és la part del lòbul temporal que processa la informació auditiva en humans i molts altres vertebrats. Forma part del sistema auditiu, realitzant funcions bàsiques i superiors a l'audició, com les possibles relacions amb el canvi d'idioma. Es troba bilateralment, aproximadament als costats superiors dels lòbuls temporals: en humans, corba cap avall i cap a la superfície medial, al pla temporal superior, dins del solc lateral i que inclou parts de la circumvolució temporal transversal, i de la circumvolució temporal superior, inclòs el pla polar i el pla temporal (aproximadament les àrees de Brodmann 41 i 42, i parcialment la 22).
El còrtex auditiu participa en l'anàlisi espectrotemporal, és a dir, que implica temps i freqüència, de les entrades que es transmeten des de l'orella. Aleshores, l'escorça filtra i passa la informació al flux dual de processament de la parla. La funció del còrtex auditiu pot ajudar a explicar per què un dany cerebral particular condueix a resultats concrets. Per exemple, la destrucció unilateral, en una regió de la via auditiva per sobre del nucli coclear, provoca una lleugera pèrdua auditiva, mentre que la destrucció bilateral provoca una sordesa cortical.